# Rieppeleon
Rieppeleon Matthee, Tilbury and Townsend, 2004 è un genere di sauri della famiglia Chamaeleonidae, diffuso in Africa orientale.

## Tassonomia
Comprende le seguenti specie:
- Rieppeleon brachyurus (Günther, 1893)
- Rieppeleon brevicaudatus (Matschie, 1892)
- Rieppeleon kerstenii (Peters, 1868)